# Список дипломатических миссий Гаити

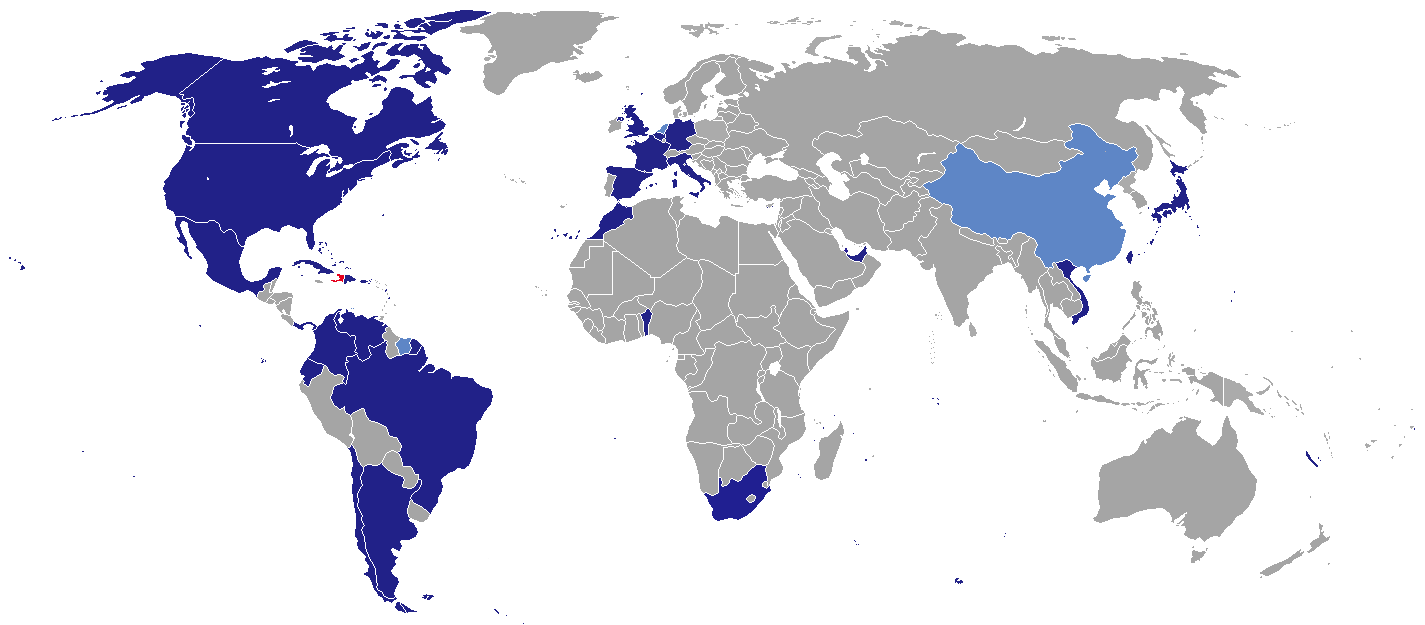

Список дипломатических миссий Гаити — дипломатические представительства Гаити находятся преимущественно в странах Америки и Западной Европы.

## Европа
- Бельгия, Брюссель (посольство)
- Франция, Париж (посольство)
- Германия, Берлин (посольство)
- Италия, Рим (посольство)
- Испания, Мадрид (посольство)
  - Барселона, (генеральное консульство)
- Швейцария, Женева (представительство)

## Северная Америка
- Багамы, Нассау (посольство)
- Канада, Оттава (посольство)
  - Монреаль (генеральное консульство)
- Гваделупа, Бас-Тер (генеральное консульство)
  - Гваделупа, Пуант-а-Питр (генеральное консульство)
- Куба, Гавана (посольство)
- Доминиканская Республика, Санто-Доминго (посольство)
  - Дахабон (генеральное консульство)
  - Бараона (генеральное консульство)
- Ямайка, Кингстон (посольство)
- Мексика, Мехико (посольство)
- Нидерландские Антилы, Виллемстад (генеральное консульство)
- Панама, Панама (посольство)
- США, Вашингтон (посольство)
  - Бостон (генеральное консульство)
  - Чикаго (генеральное консульство)
  - Майями (генеральное консульство)
  - Нью-Йорк (генеральное консульство)
  - Орландо (консульство)
  -  Пуэрто-Рико, Сан-Хуан (консульство)

## Южная Америка
- Аргентина, Буэнос-Айрес (посольство)
- Бразилия, Бразилиа (посольство)
- Чили, Сантьяго (посольство)
- Колумбия, Богота (посольство)
- Французская Гвиана, Кайенна (генеральное консульство)
- Венесуэла, Каракас (посольство)

## Африка
- Бенин, Котону (посольство)
- ЮАР Претория (посольство)

## Азия
- Китай, Пекин (торговое представительство)
- Япония, Токио (посольство)
- Тайвань, Тайбэй (посольство)

## Международные организации
- - Брюссель (представительство при ЕС)
  - Женева (постоянная миссия при учреждениях ООН)
  - Нью-Йорк (постоянная миссия при ООН)
  - Париж (постоянная миссия при ЮНЕСКО)
  - Рим (постоянная миссия при ФАО)
  - Вашингтон (постоянная миссия при ОАГ)